# Stanice Axiom
Stanice Axiom (anglicky Axiom Station) je plánovaná vesmírná stanice vyvíjená americkou kosmickou společností Axiom Space. Ta plánuje vypustit v roce 2027 první z modulů budoucí stanice pod odznačením PPTM (Payload Power Thermal Module), který by se měl dočasně připojit k Mezinárodní vesmírné stanici (ISS).

## Historické pozadí
Axiom Space vznikla v roce 2016, kdy již NASA uvažovala o otevření ISS pro soukromé moduly a vedla k tomu různé konzultace. Příslušné výběrové řízení zahájila až v červnu 2019 a společnost se do něj přihlásila, protože její generální ředitel a jeden ze zakladatelů Michael T. Suffredini byl v letech 2005 až 2015 programovým manažerem Mezinárodní vesmírné stanice a byl tak o problematice podrobně informován. Nabídka Axiom Space nakonec byla jedinou podanou, protože očekávaný konkurent Bigelow Aerospace kvůli obavám ohledně financování žádný návrh nepředložil a následně dokonce ukončil činnost.

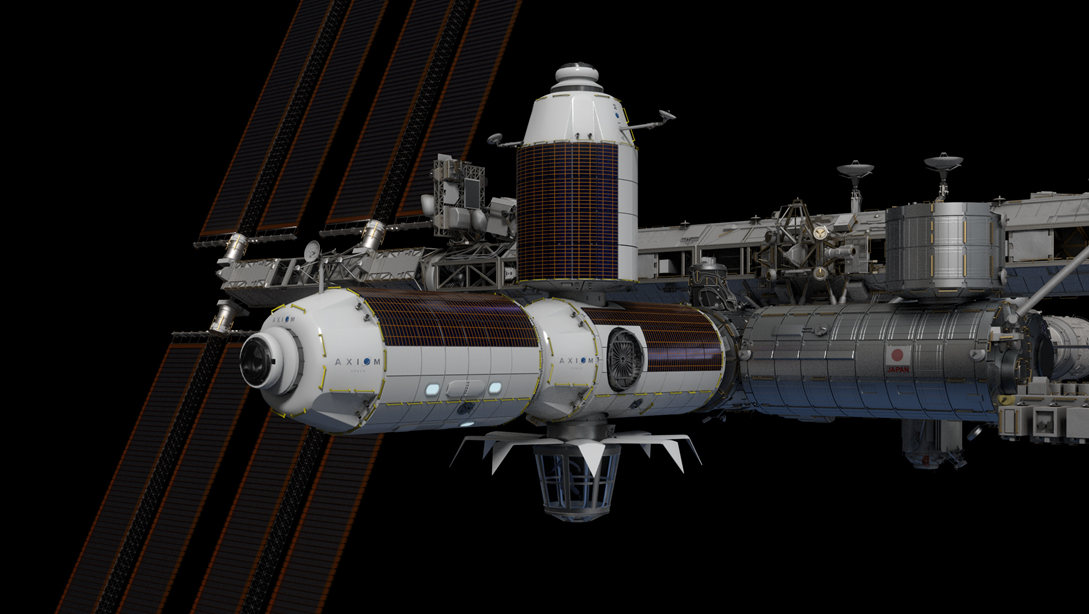
Počítačová grafika základních modulů Stanice Axiom připojených k ISS

### Orbitální segment Axiom
NASA tak v únoru 2020 oznámila, že na základě provedeného výběru spolu s mezinárodními partnery projektu umožní společnosti Axiom Space připojit k Mezinárodní vesmírné stanici jeden nebo několik komerčních modulů. Zakázka na až 7 let v hodnotě 140 milionů dolarů otevřela možnost připojení v roce 2024 u předního portu modulu Harmony, dosud využívaného (přes spojovací adaptér PMA-2) jako jedno ze dvou míst pro připojení kosmických lodí Crew Dragon a Cargo Dragon.

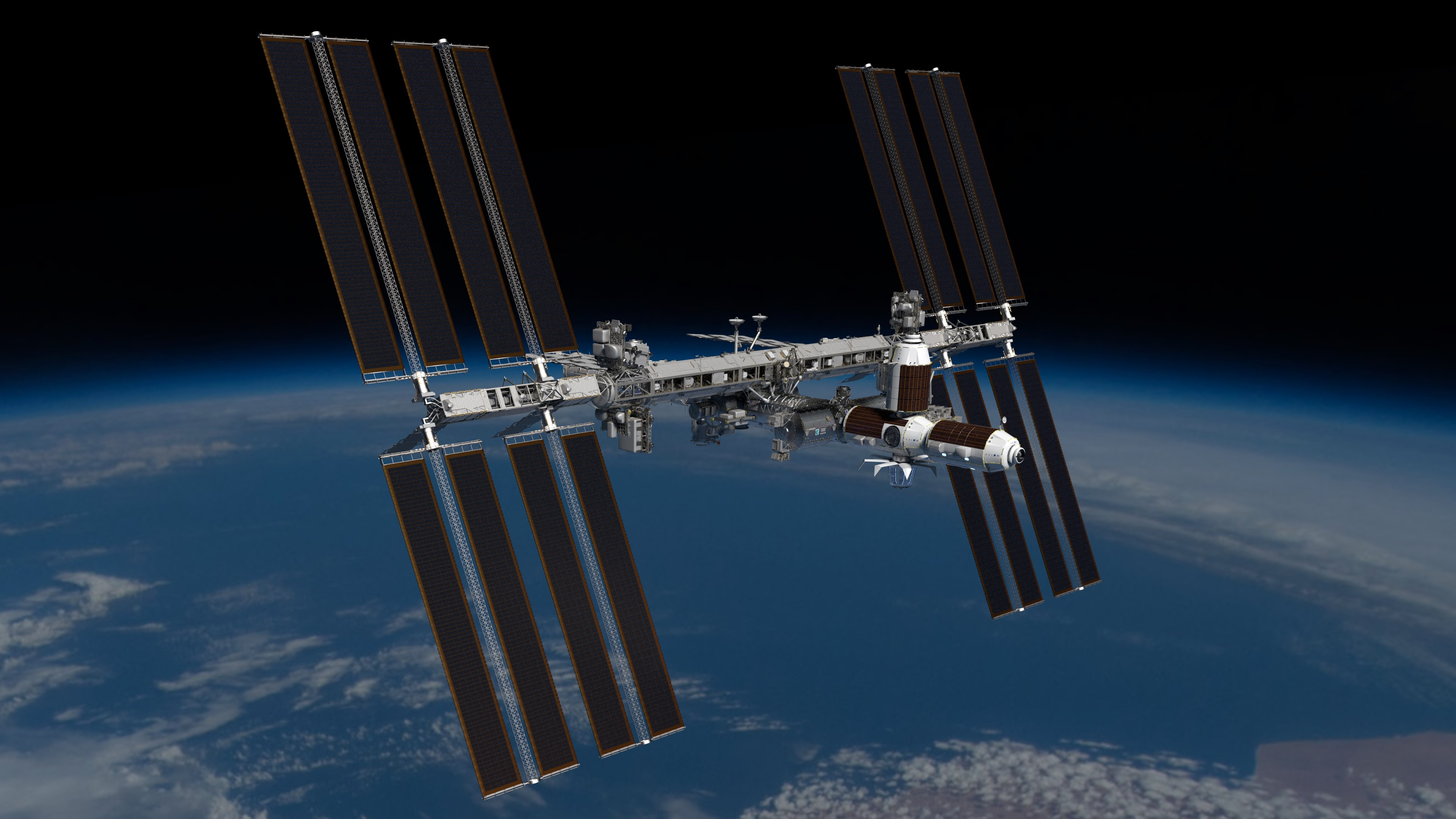
Počítačová vizualizace umístění budoucího Orbitálního segmentu Axiom na ISS

Axiom Space při té příležitosti oznámila, že plánuje postupně vypustit a k ISS připojit uzlový modul, výzkumné a výrobní zařízení, modul pro ubytování posádky a observatoř s velkými okny pro pozorování Země. Plánovaná sestava modulů u ISS byla označována jako Orbitální segment Axiom. 
Podle později vydaného podrobnějšího plánu počítala Axiom Space pro svůj orbitální segment ISS s celkem 4 moduly – AxH1 (Habitat 1), AxH2 (Habitat 2), AxL (Lab) a AxPT (Power Thermal), které chtěla postupně vypouštět v letech 2024 až 2027. Společnost plánovala blok svých modulů odpojit nedlouho před vyřazením ISS z provozu (a jejím navedením k řízenému zániku v atmosféře) a zahájit tak jeho samostatnou existenci na oběžné dráze pod označením Stanice Axiom (Axiom Station). K uspořádání modulů do plánované sestavy měla být použita robotická paže Canadarm2, která by mohla být využívána i po vyřazení ISS z provozu.
Harmonogram se ale s postupem času rozvolňoval. V květnu 2023 společnost plánovala vypuštění svého prvního modulu (Hab One) k ISS na konec roku 2025, druhého (Hab Two) v roce 2026 a třetího (Hab Lab) v roce 2006 nebo 2027, ještě později by se k sestavě připojil energetický modul (Power Thermal). V září 2023 však informovala, že se u první sekce počítá s rokem 2026. A v prosinci 2024 přišla další změna, podle níž společnost plánuje připojit v roce 2027 k Mezinárodní vesmírné stanici modul označovaný PPTM (Payload Power Thermal Module), který ale ISS opustí, jakmile se v roce 2028 do vesmíru dostane další modul (Hab-1) a společně tak vytvoří základ budoucí nové stanice.

## Sestava stanice
Stanice je naplánována jako modulární, tedy bude sestavena z modulů propojených spojovacím porty umožňujícími volný pohyb posádky mezi jednotlivými moduly. Každý modul stanice přitom fakticky bude nezávislou kosmickou lodí vybavenou všemi systémy potřebnými k manévrování na oběžné dráze – tedy zejména navigačními a pohonnými jednotkami. To je obvyklý způsob i u dalších amerických soukromých stanic vyvíjených po roce 2020 a také u všech tří modulů čínské Vesmírné stanice Tchen-kung. A částečně byl tento princip použit u Mezinárodní vesmírné stanice, k níž jako samostatná tělesa svými silami doletěly velké moduly ruské části (Zarja, Zvezda a Nauka). Ostatní moduly a součásti ISS samostatného letu schopny nejsou a ke stanici je dovezly jiné dopravní prostředky. Moduly americko-evropsko-japonské části (a také ruský modul Rassvet), solární panely a díly příhradového nosníku přiletěly v nákladovém prostoru raketoplánů Space Shuttle, zatímco tři menší ruské moduly (Pirs, Poisk a Pričal) ke stanici dopravily upravené servisní sekce kosmické lodi Progress, které se po splnění úkolu odpojily a zamířily k zániku v atmosféře.

### Plánované moduly
Standardní průměr modulů Axiom byl stanoven na 4,2 metru a jejich základní délka asi 11 metrů. Interiér Hnavrhl v roce 2018 francouzský architekt Philippe Starck. Výrobu modulů Axiom Space zadala zkušenému italskému výrobci Thales Alenia Space. Ten zahájil první výrobní úkony při svařování dílů budoucích modulů na podzim 2021.
V novém plánu z prosince 2024 jsou stanice pojmenovány odlišně od původních záměrů a budou stanici postupně vytvářet v tomto pořadí:
- Payload Power Thermal Module (PPFM) bude modul stanici poskytovat elektrickou energii a tepelnou kapacitu odpovídající výkonu ISS, aby byla schopná samostatného letu. Modul kromě toho ponese systém kontroly prostředí a podpory života (tzv. ECLSS) a osm vědeckých stojanů pro výzkumné užitečné zatížení.
- Habitat One (Hab-1) poskytne osobní kajuty pro čtyři astronauty a prostor pro výzkumné a výrobní aplikace. Každá kajuta bude vybavena velkým oknem pro výhled na Zemi a komunikačním panelem s dotykovou obrazovkou. Dokovací adaptéry na obou kruhových stěnách modulu umožní z jedné strany připojení k ISS, z opačné strany pak připojení druhého modulu Axiom; další čtyři porty umístěné kolmo k ose modulu budou připraveny na přidání dalších budoucích součástí segmentu a stanice. Modul ponese také pohonné, naváděcí, navigační a řídicí systémy.
- Airlock (AL) bude přechodová komora umožňující výstupy do vesmíru. Kromě dvou dokovacích adaptérů v ose modulu bude mít jeden boční průlez.
- Habitat 2 (Hab-2) přidá do sestavy kajuty pro další čtyři astronauty, což umožní stanici naplnit až osmi lidmi. Modul vedle toho zajistí kompletní systém kontroly prostředí a podpory života (tzv. ECLSS), vysokorychlostní satelitní datovou komunikaci a systém dálkového robotického manipulátoru. Stejně jako Hab One bude obsahovat 2 + 4 spojovací porty.
- Research and Manufacturing Facility (RMF) rozšíří vědeckou a výrobní kapacitu stanice. Jeho součástí bude také průlezem oddělená prosklená kopule umožňující pozorování Země.

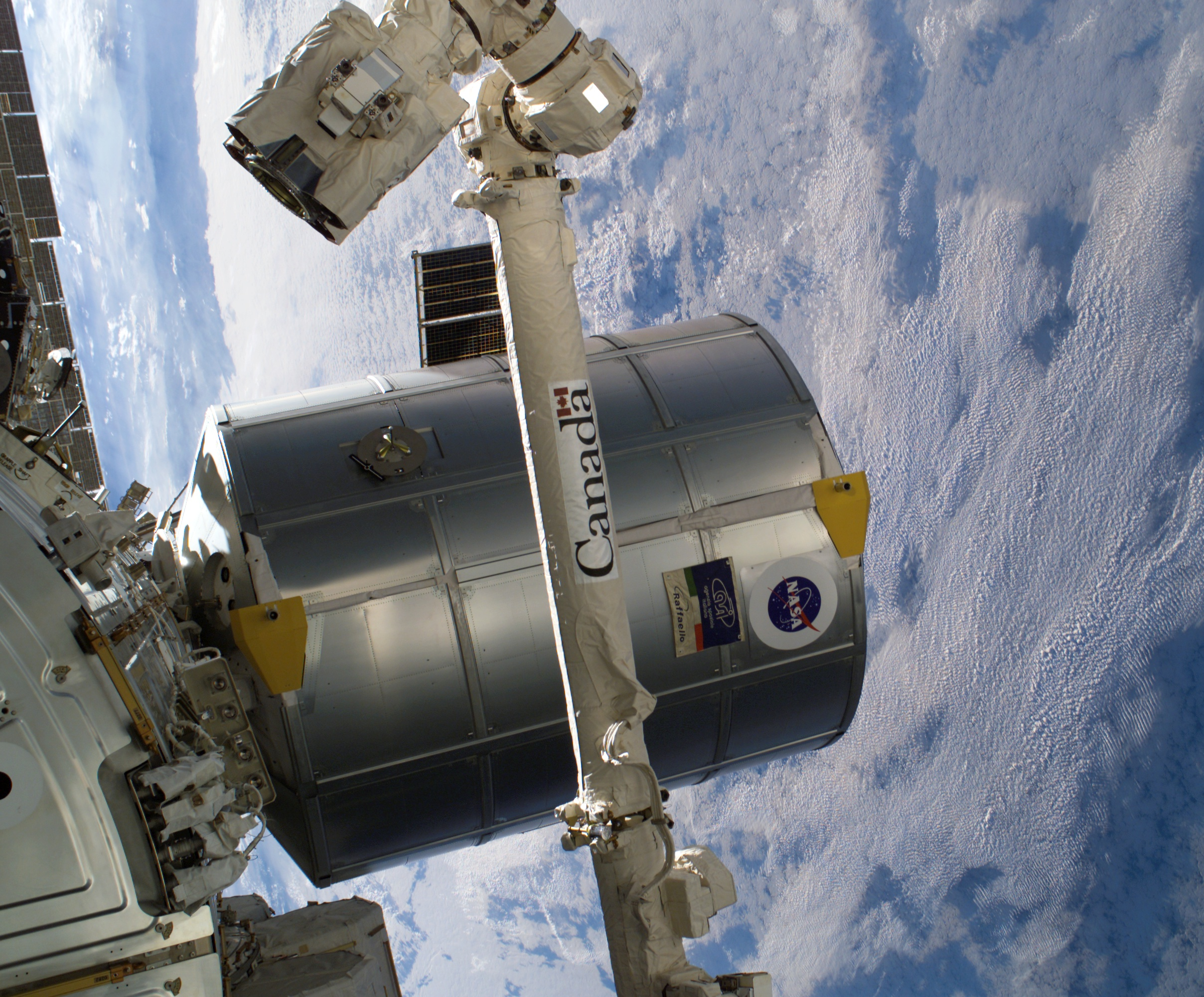
Modul Raffaello během své třetí cesty k ISS v srpnu 2005.

Axiom Space ale v nejnovějším plánu z prosince 2024 nezmínila, jestli modul zamýšlený modul RMF je nebo není reinkarnací modulu AxL dříve plánovaného jako součást orbitálního segmentu Axiom na ISS. Ten byl původně také připravován jako nejmodernější výzkumné a výrobní zařízení ve vesmíru. Laboratoř měla poskytnout prostor pro průmyslové výzkumné aplikace a škálovatelné výroby, o které by se starali členové posádky stanice. Základem laboratoře se měl stát modul Raffaello, jeden ze tří víceúčelových logistických modulů (MLPM) vyrobených na přelomu tisíciletí na podporu letů amerických raketoplánů Space Shuttle k tehdy vznikající ISS. Moduly MLPM byly vynášeny v nákladovém prostoru raketoplánu s až 9 tunami zásob a materiálu a pomocí robotické ruky připojeny k portu stanice, podobně jako jsou v pozdějších letech připojovány např. nákladní kosmické lodi Cygnus. Před odletem raketoplánu byly moduly naplněny odpadem a poté vloženy zpět do nákladového prostoru a dopraveny zpět na Zemi. Modul Raffaello takovou cestu k ISS absolvoval v letech 2001 až 2011 celkem čtyřikrát a od té doby byl uskladněn pro případné další použití. Modul AxL případně RMF, by se v důsledku tohoto svého původu od ostatních modulů Stanice Axiom lišil svými rozměry – má v průměru 4,6 metru a na délku 6,4 metru.